# Битва при Шлайце
Битва при Шлайце произошла 9 октября 1806 года в Шлайце, Германия, между прусско-саксонской дивизией под командованием Богислава Фридриха Эмануэля фон Тауэнциена и частью I корпуса Жана-Батиста Бернадотта под командованием Жана-Батиста Друэ, графа д’Эрлона. Это было первое столкновение Войны Четвертой коалиции, части Наполеоновских войн. Когда Великая армия Франции императора Наполеона I продвигалась на север через Франкенвальд (Франконский Лес), она нанесла удар по левому флангу армий Королевства Пруссия и курфюршества Саксония, которые были развернуты на длинном фронте. Шлайц расположен в 30 километрах к северу от Хофа и в 145 километрах к юго-западу от Дрездена на пересечении маршрутов 2 и 94.
В начале сражения части дивизии Друэ столкнулись с аванпостами Тауэнциена. Когда Тауэнциену стало известно о силе наступающих французских войск, он начал тактический отход своей дивизии. Иоахим Мюрат принял командование войсками и начал агрессивное преследование. Прусские войска численностью в батальон на западе были отрезаны и понесли тяжелые потери. Пруссаки и саксонцы отступили на север и к вечеру достигли Аумы.

## Предпосылки

### Политические
Во время войны Третьей коалиции король Пруссии Фридрих Вильгельм III 3 ноября 1805 года подписал Потсдамское соглашение с русским императором Александром I, активно воевавшим в то время. Фридрих Вильгельм пообещал направить к Наполеону посла с предложением вооруженного посредничества. Если французский император не согласится освободить Королевство Голландия и Швейцарию и отказаться от короны Королевства Италии, пруссаки присоединятся к Австрийской империи и Российской империи против Наполеона.

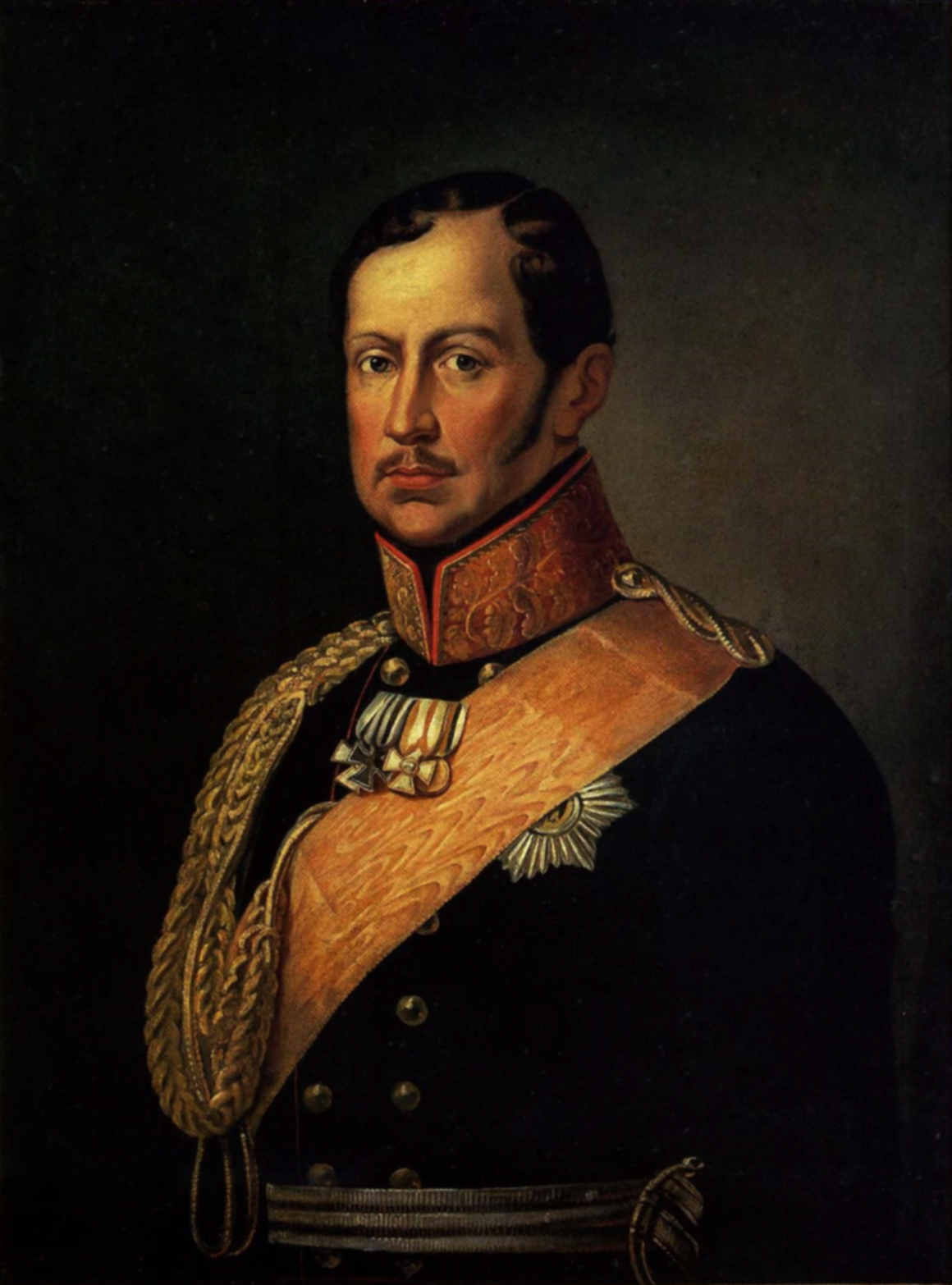
Король Фридрих Вильгельм III

Любопытно, что прусская армия уже была мобилизована против Российской Империи в сентябре, когда царь потребовал, чтобы Пруссия присоединилась к Третьей коалиции. Раздраженная нарушением Наполеона по отношению её территории в Ансбахе в сентябре 1805 г., Пруссия впоследствии двинулась к взаимопониманию с Россией. Наполеону удалось задержать прусского посла Кристиана Графа фон Хаугвица до его великой победы в битве при Аустерлице 2 декабря 1805 г. Вскоре после этого Австрия потребовала мира, и Россия вывела свои войска, фактически распустив Третью коалицию.
15 февраля Наполеон вынудил Пруссию согласиться передать несколько своих территорий Франции и союзникам Франции в обмен на Ганновер, который Франция ранее оккупировала. Франция вторглась в Неаполитанское королевство 8 февраля 1806 г., а последний плацдарм на итальянском полуострове перешел к завоевателям 23 июля. 25 июля Наполеон создал Рейнский союз, французский сателлит в Германии. Перед лицом этой французской агрессии провоенная фракция при прусском дворе, сосредоточенная вокруг королевы Луизы, вскоре одержала верх. Хаугвиц был уволен с поста главного министра за пацифистскую политику, и 7 августа 1806 года король Фридрих Вильгельм решил начать войну против Наполеона.

### Военные

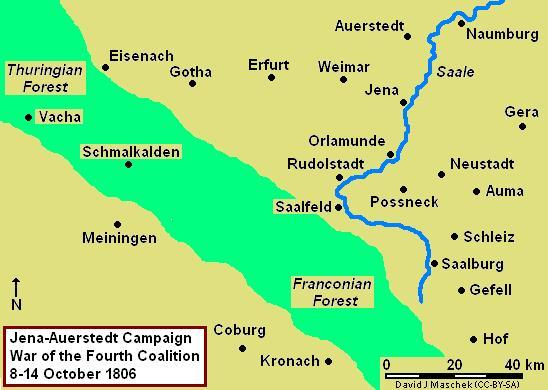
Карта кампании Йена-Ауэрштедт, 8—14 октября 1806 года

Пруссия мобилизовала 171 000 солдат, в том числе 35 000 кавалеристов, 15 000 артиллеристов и 20 000 саксонских союзников. Войска были сгруппированы в три армии. Фельдмаршал Карл Вильгельм Фердинанд, герцог Брауншвейгский, сосредоточил своих солдат вокруг Лейпцига и Наумбурга в центре. Левое крыло во главе с генералом от инфантерии Фридрихом Луи, принцем Гогенлоэ-Ингельфингеном, собралось под Дрезденом и включало саксонский контингент. Генералы Эрнст фон Рюхель и Гебхард Леберехт фон Блюхер собрали правое крыло в Гёттингене и Мюльхаузене.

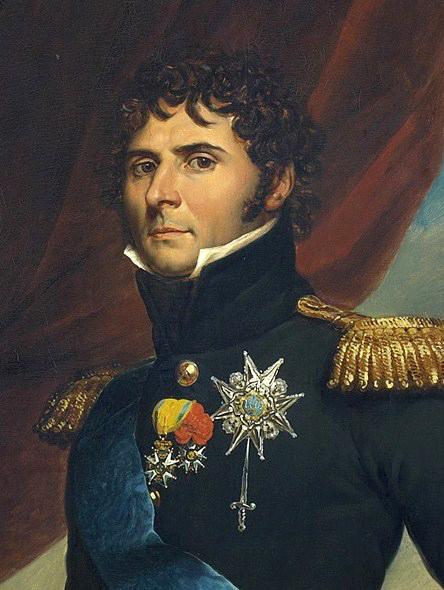
Маршал Жан Бернадот возглавил центральную колонну.

Вскоре Наполеон узнал о подготовке Пруссии к войне. 5 сентября он призвал 50 000 призывников класса 1806 г. и привел в боевую готовность французские войска в Германии. Когда он получил сведения о том, что пруссаки поглотили саксонскую армию в свои силы, он быстро сосредоточил свою Великую армию с целью уничтожить прусскую армию. 5 октября Наполеон издал приказ, описывающий порядок действий Великой армии для вторжения в курфюршество Саксония. I корпус маршала Бернадота возглавлял центральную колонну, за ним следовал III корпус маршала Луи Даву, большая часть кавалерийского резерва маршала Мюрата и Императорская гвардия маршала Франсуа Жозефа Лефевра. Правая колонна была сформирована IV корпусом маршала Николя Сульта во главе, VI корпусом маршала Мишеля Нея и баварцами в тылу. В левой колонне находился V корпус маршала Жана Ланна, за которым следовал VII корпус маршала Пьера Ожеро. Наполеон направил правую колонну к Хофу, центральную колонну от Кронаха к Шлайцу и левую колонну от Кобурга к Зальфельду.
IV корпус правой колонны численностью 59 131 человек насчитывал 30 956 пехотинцев, 1567 кавалеристов и 48 орудий, его VI корпус имел 18 414 пехотинцев, 1094 кавалеристов и 24 орудия, а Баварская дивизия генерал-лейтенанта Карла-Филиппа фон Вреде имела 6000 пехотинцев, 1100 кавалеристов и 18 орудий. V корпус левой колонны численностью 38 055 человек насчитывал 19 389 пехотинцев, 1560 кавалеристов и 28 орудий, а его VII корпус имел 15 931 пехоту, 1175 кавалеристов и 36 орудий. I корпус центральной колонны численностью 75 637 человек насчитывал 19 014 пехотинцев, 1580 кавалеристов и 34 орудия, его III корпус имел 28 655 пехотинцев, 1538 кавалеристов и 44 орудия, его Имперская гвардия имела 4900 пехотинцев, 2400 кавалеристов и 36 орудий, его кавалерийский резерв имел 17 550 солдат и 30 орудий. Не учтено в предыдущих итогах 9000 артиллеристов, саперов и других.

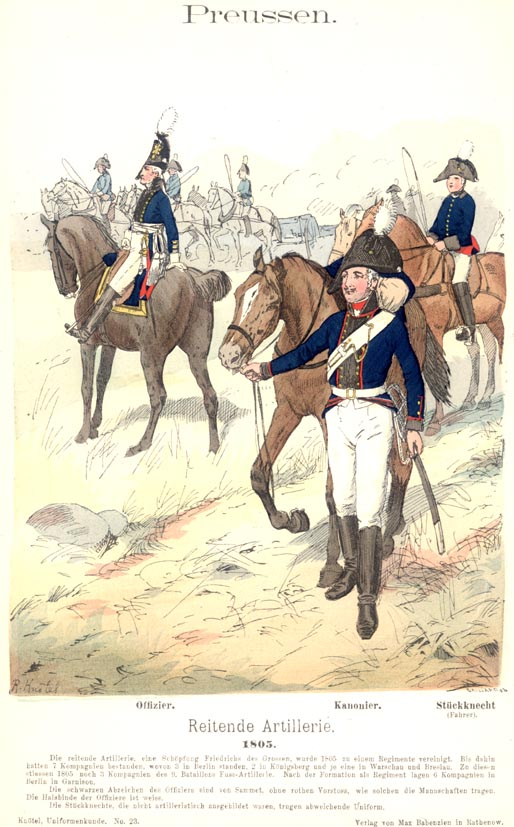
Прусская конная артиллерия, 1805 год

Прусское верховное командование провело несколько военных советов, но ни одна стратегия не могла быть согласована до тех пор, пока разведка 5 октября не показала, что силы Наполеона уже двинулись на север из Байройта в сторону Саксонии. Тогда было решено, что Гогенлоэ переедет в Рудольштадт, Брауншвейг — в Эрфурт, а Рюхель — в Готу. Правое крыло пошлет силы, чтобы угрожать французским коммуникациям в Фульде. Резерву под командованием генерала Евгения Фридриха Генриха, герцога Вюртембергского, было приказано перебраться из Магдебурга в Галле.

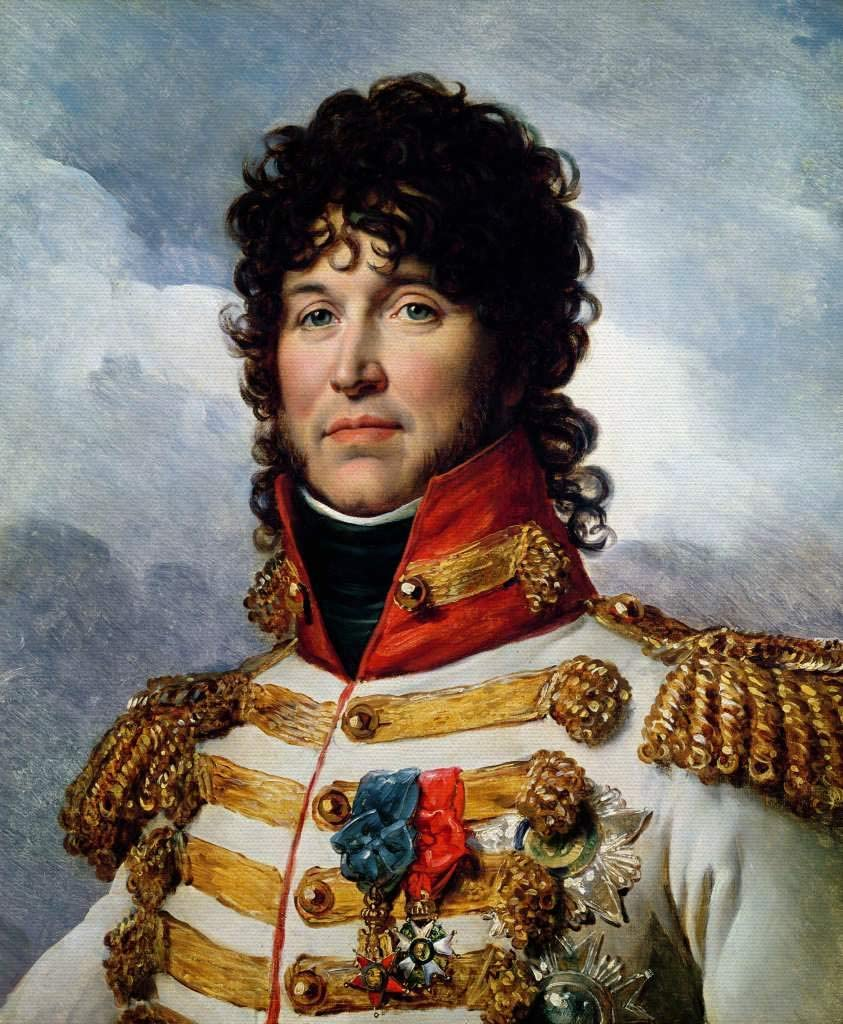
Маршал Иоахим Мюрат возглавил кавалерийский заслон.

Тюрингенские и франконские леса тянутся к северо-западу от Богемии. Этот район состоит из лесистых гор высотой около 750 метров. В 1806 году через урочище было всего несколько плохих дорог. Наполеон выбрал маршрут своего вторжения в зону, где полоса пересеченной местности была самой узкой, во Франконском лесу на востоке. Французская армия пересекла саксонскую границу 8 октября, прикрытая впереди легкой кавалерией. Наполеон не был уверен, где находится противостоящая прусско-саксонская армия, поэтому его армия была организована в battalion carré (батальонную площадь), способная концентрироваться против угроз, исходящих с любого направления.
Мюрат лично возглавил прикрытие легкой кавалерии перед battalion carré Наполеона. На востоке бригадный генерал Антуан Лассаль провел разведку в направлении Хофа, а бригадный генерал Эдуар Жан Батист Мийо исследовал направление Зальфельда на западе. Наполеон приказал генералу бригады Пьеру Ватье взять один полк из своей бригады и продвинуться как можно дальше перед I корпусом. Объектами внимания легкой кавалерии были расположение прусских и саксонских частей и детали дорожной сети. 8-го всадники Мюрата захватили мост у Зальбург-Эберсдорф. Небольшие силы обороны отступили на восток к Гефеллю, где встретились с генерал-майором Тауэнциеном, когда его дивизия отступала на север от Хофа. В тот же вечер Тауэнцин собрал свои войска в Шлайце.
Около 9000 саксов располагались у Аумы в 15 км к северо-северо-востоку от Шлайца, а прусский отряд оберста Карла Андреаса фон Богуславского находился в 18 км к северо-северо-западу от Нойштадт-на-Орле. Отряд генерал-майора Кристиана Людвига Шиммельпфеннига из 600 кавалеристов находился в 20 км к северо-западу у Пёснека. Дивизия Тауэнцина насчитывала 6000 пруссаков и 3000 саксов. Три пехотные дивизии Бернадота возглавляли дивизионные генералы Друэ, Пьер Дюпон де л’Этан и Оливье Маку Риво де Ля Раффиньер, а его корпусную кавалерийскую бригаду возглавлял бригадный генерал Жак Луи Франсуа Делетр де Тийи. Генерал дивизии Жан Батист Эбле командовал артиллерийским резервом корпуса.

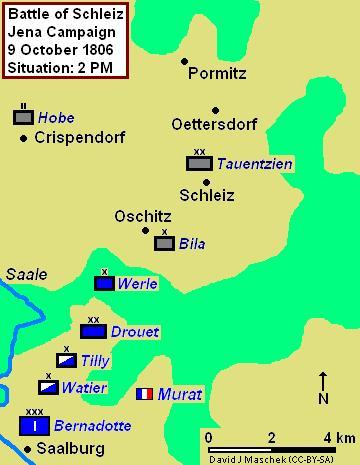
Битва при Шлейце, 9 октября 1806 г., 14:00.

## Битва
9 октября произошло первое столкновение между войсками Бернадота и Тауентциена возле леса Ошиц, лесной полосы, лежащей к югу от Шлайца. Бернадот приказал генералу бригады Франсуа Верле расчистить лес справа, когда дивизия Друэ продвигалась к Шлайцу. В густом лесу вперед шла пехота, а за ней следовал полк Ватье. Авангард Верле овладел лесом, но ему не позволили продолжить движение прусские силы под командованием генерал-майора Рудольфа Эрнста Кристофа фон Била. Авангард Верле овладел лесом, но ему не позволили продолжить движение прусские войска под командованием генерал-майора Рудольфа Эрнста. Кристоф фон Била. Фрэнсис Лорейн Петре называл генерала Рудольфа Билой II, а его старшего брата Билой I. Это дает имена и даты двух братьев Била.
К 14:00 французы были в силе, и Тауэнцин решил покинуть Шлайц. Прусская дивизия отступила на север, прикрытая арьергардом Билы в составе одного пехотного батальона и полутора кавалерийских полков. Друэ атаковал Шлайц в 16:00 и изгнал из города последние прусские силы. К северу от города Мюрат атаковал арьергард 4-го гусарского полка, но эта атака была отбита прусскими всадниками. Усиленный 5-м егерским полком Шеваля и при поддержке пехоты, Мюрат оттеснил войска Билы к лесу к северу от Эттерсдорфа.

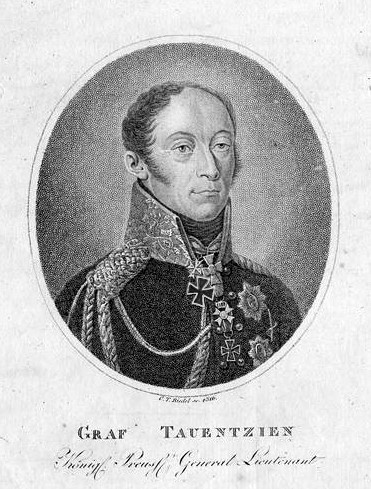
Богислав Тауентзиен

Ранее Тауэнциен отправил офицера по имени Хобе с одним батальоном, одной эскадрильей и двумя орудиями в Криспендорф примерно в шести километрах к западу от Шлайца. Задача Хобе заключалась в том, чтобы охранять правый фланг и поддерживать связь с кавалерией Шиммельпфеннига в Пёсснеке. Когда Тауэнциен начал отступать, отряд Хоба отступил на северо-восток, чтобы присоединиться к его дивизии. В лесу близ Пёрмица, деревни в четырех километрах к северу от Шлайца, отряд оказался зажатым между кавалерией Мюрата и одним из батальонов Друэ. Атакованные в болотистом лесу войска Хоба сильно пострадали и потеряли одну из своих пушек. Большая часть потерь в бою пришлась на незадачливый отряд Хоба. Пруссаки и саксы потеряли 12 офицеров и 554 рядовых убитыми, ранеными, взятыми в плен и пропавшими без вести, а также одно артиллерийское орудие. Потери французов неизвестны, но, вероятно, невелики.

## Результат
Тауэнцин отступил к Ауме, где его усталые и голодные войска разбили лагерь в 19:00. С учётом саксонских войск под командованием генерала от кавалерии Ганса Готтлоба фон Зеешвица, общая численность войск в Ауме составляла 16 400 человек. В тот вечер 3000 человек Богуславского всё еще находились в Нойштадте, а 600 кавалеристов Шиммельпфеннига оставались в Пёсснеке. 8-тысячная дивизия принца Людвига Фридриха Прусского удерживала Зальфельд на западе. У Гогенлоэ было 8000 солдат в Орламюнде к югу от Йены.
Остальная часть прусской армии была растянута в западном направлении. Герцог Брауншвейгский с основными силами стоял в Эрфурте. Генерал Карл Август, великий герцог Саксен-Веймар-Эйзенахский, возглавил 11-тысячный корпус с авангардом в Шмалькальдене и отрядом генерала Кристиана Людвига фон Виннинга в Фахе. Заповедник герцога Евгения Вюртембергского находился далеко на севере между Магдебургом и Галле.
Когда Гогенлоэ услышал о столкновении в Шлайце, он приказал войскам своего левого крыла собраться между Рудольштадтом и Иеной, прежде чем двинуться на восток для поддержки Тауэнцина и саксов. Однако Брансуик отказался разрешить маневр, поэтому Гогенлоэ приостановил его. Тем временем Гогенлоэ отправил Людовику Фердинанду расплывчато сформулированный приказ, который принц неверно истолковал как приказ защищать Заальфельд. Битва при Заальфельде произошла на следующий день перед левофланговым корпусом Ланна.

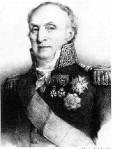
Жан Друэ

## Комментарий
Историк Фрэнсис Лорен Петре отмечает, что Великая армия Наполеона имела более совершенную организацию, использовала лучшую тактику, имела более молодых и энергичных подчиненных и имела численное превосходство над своими врагами на 20-25 %. Французскими корпусами командовали маршалы, способные управлять деталями их организации. Не имея корпусной системы, прусские командиры часто были вынуждены отдавать подробные приказы. Французской армией руководил один командующий, который единолично принимал решения. Против Наполеона лидеры прусской армии, в большинстве своем старшего возраста, часто собирали военные советы, которые «никогда не решали ничего определенного». Хотя Брансуик номинально был главнокомандующим Пруссии, его приказы должны были быть подтверждены королем Фридрихом Вильгельмом, в то время как Гогенлоэ и Рюхель были почти независимы от него. Стратегия Наполеона была проста, но прусские генералы чувствовали себя обязанными планировать все возможные варианты, что привело к гораздо более широкому развертыванию своих сил. К вечеру 9 октября между отрядом Виннинга на западе и саксонцами Цешвица на востоке прусско-саксонская армия прикрывала фронт в 145 км. Кроме того, резерв был безнадежно оторван от Магдебурга. Тем временем мощный батальон Наполеона Карре продвинулся на фронте всего в 60 километров.